# 김조국
김조국(생년 미상 ~ )은 조선민주주의인민공화국의 정치인이다. 조선로동당 중앙위원회 위원 겸 당 중앙군사위원회 위원이다. 현재 당 조직지도부 제1부부장이다.

## 경력
2019년 4월, 당 중앙위원회 제7기 제4차전원회의에서 조선로동당 중앙위원회 위원 겸 당 중앙군사위원회 위원으로 선출되었고 당 조직지도부 제1부부장으로 임명되었다.

## 기타
2020년 1월 황순희 사망 당시에 국가 장의위원회 위원을 맡았다.